# Landkommissariat Kirchheim

Das Landkommissariat Kirchheim in der Pfalz 1818–1862

Das Landkommissariat Kirchheim (amtlich: Land-Commissariat Kirchheim, später auch Landcommissariat Kirchheimbolanden) war einer von zwölf Verwaltungsbezirken im bayerischen Rheinkreis (1837 in „Kreis Pfalz“ umbenannt), der ab 1818 bestand und 1862 in Bezirksamt Kirchheimbolanden umbenannt wurde. Das Verwaltungsgebiet bildet heute den Ostteil des Donnersbergkreises und reicht teilweise in die Landkreise Alzey-Worms, Bad Dürkheim und Bad Kreuznach, alle in Rheinland-Pfalz. Der Verwaltungssitz war in Kirchheimbolanden.

## Kantone und Gemeinden
Das Landkommissariat Kirchheim gliederte sich in die Kantone Göllheim, Kirchheim, Obermoschel und Rockenhausen und umfasste 81 Gemeinden (alle Orte in der amtlichen Schreibweise von 1817):

### Kanton Göllheim
| - Bubenheim - Büdesheim - Dreisen - Eisenberg - Göllheim - Harxheim | - Immesheim - Kerzenheim - Lautersheim - Niefernheim - Ottersheim - Ramsen | - Rodenbach - Rüssingen - Standenbühl - Stauf - Weitersweiler - Zell |

### Kanton Kirchheim
| - Albisheim - Bennhausen - Bischheim - Bolanden - Dannenfels - Einselthum - Gauersheim | - Ilbesheim - Jakobsweiler - Kirchheim-Bolanden - Kriegsfeld - Marnheim - Mauchenheim - Morschheim | - Mörsfeld - Oberwiesen - Orbis - Rittersheim - Stetten |

### Kanton Obermoschel
| - Alsenz - Altenbamberg - Callbach - Cöln - Duchroth und Oberhausen - Ebernburg - Feil und Bingart - Hallgarten | - Hochstätten - Kalkofen - Lettweiler - Mannweiler - Münster-Appel - Nieder-Hausen - Nieder-Moschel - Ober-Hausen | - Ober-Moschel - Oberndorf - Odernheim - Rehborn - Schiersfeld - Sitters - Unkenbach - Winterborn |

### Kanton Rockenhausen
| - Bayerfeld und Steckweiler - Bisterschied - Dielkirchen - Dörnbach - Dörren-Moschel - Finkenbach und Gersweiler - Gau-Grehweiler | - Gerbach - Katzenbach - Marienthal - Ransweiler - Rockenhausen - Ruppertsecken - St. Alban | - Schönborn - Stahlberg - Steingruben - Teschen-Moschel - Wald-Grehweiler - Würzweiler |

## Geschichte

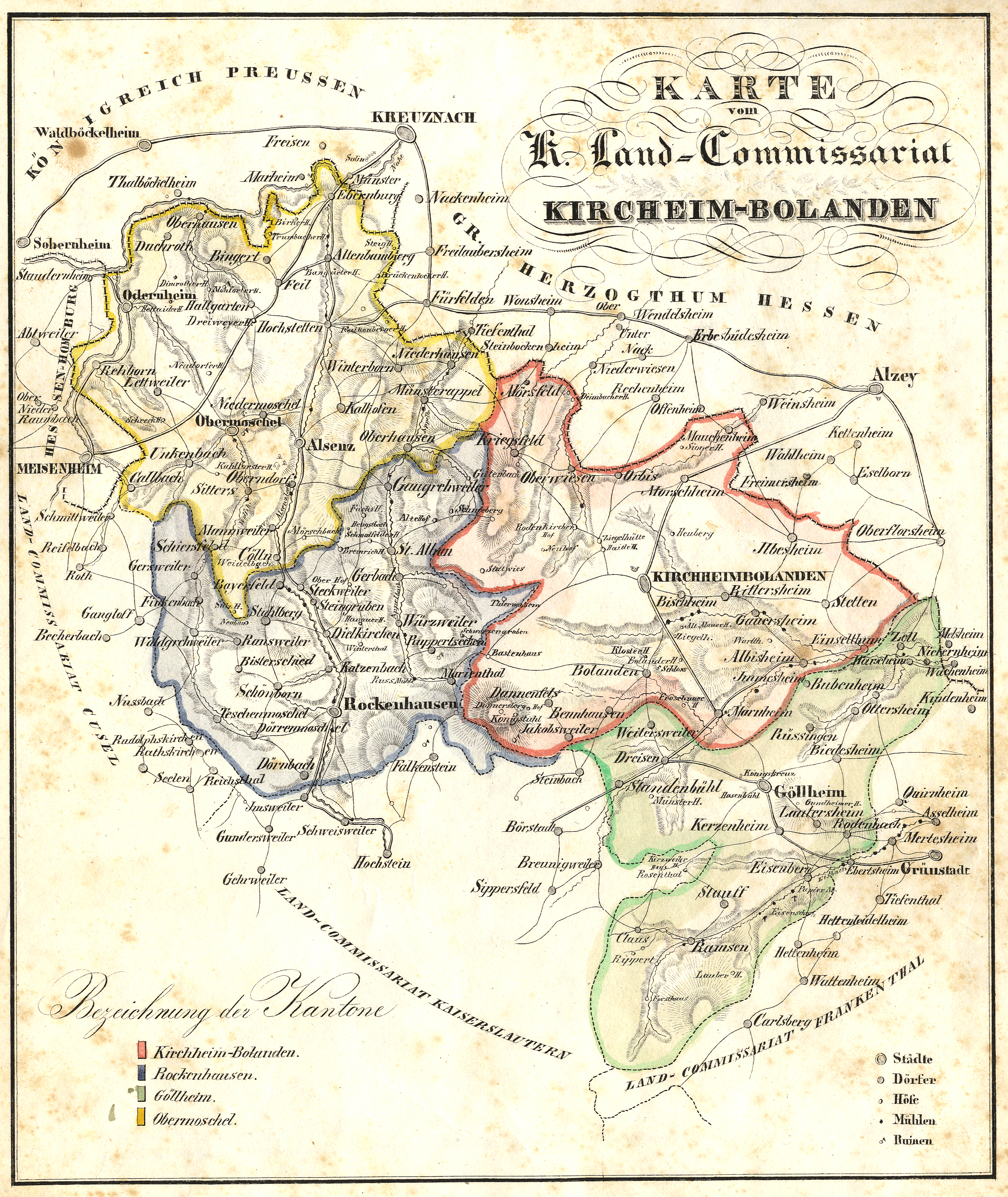
Landkommissariat Kirchheim-Bolanden 1875

Der bayerische König Maximilian Joseph I. hatte am 30. April 1816 das Gebiet des später eingerichteten Rheinkreises aufgrund eines Tauschvertrages mit dem österreichischen Kaiser Franz I. förmlich in Besitz genommen.
Aus der sogenannten Franzosenzeit hatte Bayern in der Pfalz zunächst die seit 1798 entstandene Verwaltungsstruktur im Wesentlichen übernommen. Der neu entstandene Rheinkreis war in vier „Kreisdirektionen“, später auch „Bezirksdirektionen“ genannt, eingeteilt. Die nachgeordneten Verwaltungsebenen Kantone und Bürgermeistereien, abgesehen von geringfügigen Gebietsanpassungen, blieben bestehen.
Das Gebiet des Landkommissariats Kirchheim gehörte bis 1814 zum Departement Donnersberg. Nach der Inbesitznahme durch Bayern und der Einrichtung der Kreisdirektionen gehörte das Gebiet zur Kreisdirektion Kaiserslautern.
Mit Wirkung vom 1. April 1818 wurden die Distrikte der bisherigen vier „Bezirks-Directionen“ des Rheinkreises in zwölf „Land-Commissariate“ neu aufgeteilt. Der Aufgabenbereich und die Zuständigkeiten änderten sich nicht. Zum „Land-Commissär“ wurde Georg Jakob Gießen bestimmt, der bis dahin „Appellations-Rath“ zu Frankenthal war. Dem Landkommissar standen ein Aktuar, zwei Schreiber und ein Bote zur Verfügung, für Gehälter und Bürokosten waren 3900 Gulden pro Jahr veranschlagt.
Zum 1. Juli 1862 erhielten die Landkommissariate in der Pfalz die Benennung „Bezirksämter“, aus denen 1938 die Landkreise entstanden.